# Gourmet
Gourmet (udtales [guɐ̯ˈme]) er et kulturelt ideal, der er forbundet med fin mad og drikke, eller haute cuisine, som er karakteriseret ved raffinerede kunstfærdige retter og æstetisk afbalancerede måltider af flere kontrasterende ofte fyldige retter. Historisk set har de ingredienser, der anvendes i måltidet, været sjældne for regionen. De kunne påvirkes af staten og de religiøse skikke. Udtrykket bruges som regel positivt til at beskrive folk med raffineret smag og lidenskab. Gourmetmad tilbydes i mindre, dyrere portioner. Der er også tendens til  tværkulturelle interaktioner, når det kommer til gourmet, med introduktion af ingredienser, materialer og praksisser.

## Betegnelsens oprindelse
Ordet gourmet er fra det franske udtryk for en vinmægler eller vinsmager ansat af en vinforhandler. Friand var tidligere det anerkendte navn for en kender af lækre ting, der ikke blev spist primært af næringsårsager: "En god gourmet", skrev det konservative 18. århundredes Dictionnaire de Trévoux, der anvender denne oprindelige betydning, "må have le goût friand " eller en raffineret gane. Nydelsen er også visuel: "J'aime un ragoût, et je suis friand", erklærede Giacomo Casanova, "mais s'il n'a pas bonne mine, il me semble mauvais". I det 18. århundrede brugtes gourmet og gourmand om fråseri, som kun ordet gourmand har beholdt. Gourmet blev gjort respektabel af Monsieur Grimod de la Reynière , hvis Almanach des Gourmands, egentlig den første restaurantguide, udkom i Paris fra 1803 til 1812. Tidligere brugte selv den liberale Encyclopédie en moraliserende tone om Gourmandise, defineret som "raffineret og ukontrolleret kærlighed til god mad", ved hjælp af irettesættende illustrationer, der modsagde de sparsomme spartanere og romere med den dekadente luksus hos sybaritterne. Jesuitternes Dictionnaire de Trévoux gik i rette med Encyclopédistes og mindede dets læsere om, at gourmandise var en af de syv dødssynder.[kilde mangler]  